# Велика Британія на літніх Олімпійських іграх 1900
Велика Британія на літніх Олімпійських іграх 1900 була представлена 93 спортсменами у 13 видах спорту. Країна зайняла третє місце у загальнокомандному медальному заліку.
Курсивом показані спортсмени, чиї результати зараховуються змішаній команді.

## Медалісти

### Золото
| Золото | |                                                   |
| №      | Спортсмени | Вид спорту (дисципліна)                           |
| 1      | Джон Дербішир, Пітер Кемп, Томас Коу, Вільям Лістер, Артур Робертсон, Ерік Робінсон, Джордж Вілкінсон                                                                                         | Водне поло (чоловіки)                             |
| 2      | Джордж Баклі, Альфред Бауерман, Френсіс Берчелл, Артур Біркетт, Чарльз Бічкрофт, Вільям Донн, Фредерік Камінг, Гаррі Корнер, Фредерік Крістіан, Альфред Пауесленд, Джон Саймс, Монтагу Толлер | Крикет (чоловіки)                                 |
| 3      | Альфред Тайсоу | Легка атлетика (біг на 800 метрів)                |
| 4      | Чарльз Беннетт | Легка атлетика (біг на 1500 метрів)               |
| 5      | Джон Риммер | Легка атлетика (біг на 4000 метрів з перешкодами) |
| 6      | Джон Греттон, Лорн Каррі, Лінтон Гоуп | Вітрильний спорт (0,5-1 тонни)                    |
| 7      | Х. Джефферсон, Говард Тейлор, Едвард Гор | Вітрильний спорт (3-10 тонн)                      |
| 8      | Джон Греттон, Лорн Каррі, Лінтон Гоуп | Вітрильний спорт (відкритий клас)                 |
| 9      | Джон Джарвіс | Плавання (1000 метрів вільним стилем)             |
| 10     | Джон Джарвіс | Плавання (4000 метрів вільним стилем)             |
| 11     | Лоуренс Дохерті | Теніс (одиночний розряд)                          |
| 12     | Шарлотта Купер | Теніс (одиночний розряд)                          |
| 13     | Лоуренс Дохерті, Реджинальд Догерті | Теніс (парний розряд)                             |
| 14     | Шарлотта Купер, Реджинальд Догерті | Теніс (змішаний розряд)                           |
| 15     | Клод Бекенхем, Т. Баррідж, Вільям Гослінг, Джон Джонс, Джеймс Зіллі, Вільям Куош, Дж. Ніколас, Ф. Спекмен, Артур Тернер, А. Гесле, Альфред Чалк                                               | Футбол (чоловіки)                                 |

### Срібло
| Срібло | |                                                   |
| №      | Спортсмени | Вид спорту (дисципліна)                           |
| 1      | Волтер Ратерфорд | Гольф (чоловіки)                                  |
| 2      | Сідней Робінсон | Легка атлетика (біг на 2500 метрів з перешкодами) |
| 3      | Чарльз Беннетт | Легка атлетика (біг на 4000 метрів з перешкодами) |
| 4      | Патрік Лехі | Легка атлетика (стрибки у довжину)                |
| 5      | Ф. Бейліс, Джон Бертлз, Клемент Дейк, Артур Дербі, Джеймс Кентіон, Герберт Ловетт, М. Логан, Герберт Ніколь, В. Сміт, М. Толбот, Френсіс Вілсон, Клод Віттіндейл, Реймон Віттіндейл, Джеймс Волліс, Л. Гуд | Регбі (чоловіки)                                  |
| 6      | Гарольд Махоні | Теніс (одиночний розряд)                          |

### Бронза
| Бронза |                              |                                                   |
| №      | Спортсмени                   | Вид спорту (дисципліна)                           |
| 1      | Сент-Джордж Ейш              | Академічне веслування (одинаки)                   |
| 2      | Пітер Кемп                   | Плавання (200 метрів з перешкодами)               |
| 3      | Девід Робертсон              | Гольф (чоловіки)                                  |
| 4      | Сідней Робінсон              | Легка атлетика (біг на 4000 метрів з перешкодами) |
| 5      | Патрік Лехі                  | Легка атлетика (стрибки у довжину)                |
| 6      | Едвард Гор                   | Вітрильний спорт (10-20 тонн)                     |
| 7      | Реджинальд Догерті           | Теніс (одиночний розряд)                          |
| 8      | Артур Норріс                 | Теніс (одиночний розряд)                          |
| 9      | Гарольд Магоні, Артур Норріс | Теніс (парний розряд)                             |

## Результати змагань

### Академічне веслування
| Змагання | Спортсмени      | Чвертьфінал | Чвертьфінал | Півфінал  | Півфінал | Фінал     | Фінал |
| Змагання | Спортсмени      | Результат   | Місце       | Результат | Місце    | Результат | Місце |
| -------- | --------------- | ----------- | ----------- | --------- | -------- | --------- | ----- |
| Одинаки  | Сент-Джордж Ейш | 6:38,8      | 1           | 8:37,2    | 3        | 8:15,6    | 3     |

### Водні види спорту

#### Водне поло
Склад команди
- Джон Дербішир
- Пітер Кемп
- Томас Коу
- Вільям Лістер
- Артур Робертсон
- Ерік Робінсон
- Джордж Вілкінсон

Змагання
Чвертьфінал
| {{{date}}} | {{{teamA}}} | – | {{{teamB}}} |  |

Півфінал
| {{{date}}} | {{{teamA}}} | – | {{{teamB}}} |  |

Фінал
| {{{date}}} | {{{teamA}}} | – | {{{teamB}}} |  |

Підсумкове місце — 1

#### Плавання
| Змагання                   | Спортсмен      | Півфінал     | Півфінал | Фінал      | Фінал      |
| Змагання                   | Спортсмен      | Результат    | Місце    | Результат  | Місце      |
| -------------------------- | -------------- | ------------ | -------- | ---------- | ---------- |
| 200 метрів вільним стилем  | Роберт Краушау | 2:40,0       | 2        | 2:45,6     | 4          |
| 200 метрів вільним стилем  | Ф. Степлтон    | 2:47,0       | 2        | 2:55,0     | 6          |
| 200 метрів вільним стилем  | Пітер Кемп     | 2:51,0       | 2        | не пройшов | не пройшов |
| 1000 метрів вільним стилем | Джон Джарвіс   | 14:28,6 OR   | 1        | 13:40,2 OR | 1          |
| 1000 метрів вільним стилем | Томас Берджесс | 16:54,0      | 2        | DNF        | —          |
| 4000 метрів вільним стилем | Джон Джарвіс   | 1:01:48,4 OR | 1        | 58:24,0 OR | 1          |
| 4000 метрів вільним стилем | Томас Берджесс | 1:15:04,8    | 2        | 1:15:07,6  | 4          |
| 4000 метрів вільним стилем | Вільям Генрі   | 1:22:58,4    | 3        | DNF        | —          |
| 4000 метрів вільним стилем | Е. Т. Джонс    | DNF          | —        | не пройшов | не пройшов |
| 200 метрів на спині        | Томас Берджесс | 3:50,4       | 3        | 3:12,0     | 5          |
| 200 метрів на спині        | Роберт Краушау | 3:15,0       | 2        | DNF        | —          |
| 200 метрів з перешкодами   | Пітер Кемп     | 3:12,0       | 1        | 2:47,4     | 3          |
| 200 метрів з перешкодами   | Ф. Степлтон    | 3:18,4       | 3        | 2:55,0     | 5          |
| 200 метрів з перешкодами   | Вільям Генрі   | 3:14,4       | 2        | 2:58,0     | 6          |

### Гольф
| Змагання | Спортсмен        | Фінал     | Фінал |
| Змагання | Спортсмен        | Результат | Місце |
| -------- | ---------------- | --------- | ----- |
| Чоловіки | Волтер Ратерфорд | 168       | 2     |
| Чоловіки | Девід Робертсон  | 175       | 3     |
| Чоловіки | Джордж Торн      | 185       | 6     |
| Чоловіки | Джордж Торн      | 186       | 7     |

### Крикет
Склад команди
- Джордж Баклі  (2)
- Альфред Бауерман  (66)
- Френсіс Берчелл  (0)
- Артур Біркетт  (1)
- Чарльз Бічкрофт  (77)
- Вільям Донн  (6)
- Фредерік Камінг  (56)
- Гаррі Корнер  (9)
- Фредерік Крістіан  (0)
- Альфред Пауесленд  (14)
- Джон Саймс  (16)
- Монтагу Толлер  (2)

Крім того, команда отримала 13 додаткових очок
Змагання
| Переможець      | Рахунок          | Переможений |
| --------------- | ---------------- | ----------- |
| Велика Британія | 262:104 (117:78) | Франція     |

Підсумкове місце — 1

### Легка атлетика

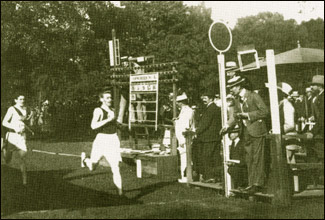
Фініш Альфреда Тайсоу в бігу на 800 метрів

| Змагання                  | Спортсмен                                                                                            | Попередній раунд | Попередній раунд | Фінал                       | Фінал      |
| Змагання                  | Спортсмен                                                                                            | Результат        | Місце            | Результат                   | Місце      |
| ------------------------- | --- | ---------------- | ---------------- | --------------------------- | ---------- |
| 800 метрів                | Альфред Тайсоу                                                                                       | невідомий        | 2                | 2:01,2                      | 1          |
| 1500 метрів               | Чарльз Беннетт                                                                                       |                  |                  | 4:06,2 OR                   | 1          |
| 1500 метрів               | Джон Риммер                                                                                          |                  |                  | невідомий                   | 7-9        |
| Марафон                   | Ернест Пул                                                                                           |                  |                  | DNF                         | —          |
| Марафон                   | Фредерік Ренделл                                                                                     |                  |                  | DNF                         | —          |
| Марафон                   | Вільям Сауард                                                                                        |                  |                  | DNF                         | —          |
| 2500 метрів з перешкодами | Сідней Робінсон                                                                                      |                  |                  | невідомий                   | 2          |
| 4000 метрів з перешкодами | Джон Риммер                                                                                          |                  |                  | 12:58,4                     | 1          |
| 4000 метрів з перешкодами | Чарльз Беннетт                                                                                       |                  |                  | невідомий                   | 2          |
| 4000 метрів з перешкодами | Сідней Робінсон                                                                                      |                  |                  | невідомий                   | 3          |
| 5000 метрів серед команд  | Чарльз Беннетт (GBR) Джон Риммер (GBR) Сідней Робінсон (GBR) Альфред Тайсоу (GBR) Стенлі Роулі (AUS) |                  |                  | 15:29,2 невідомий невідомий | 1 2 6 7 10 |
| 5000 метрів серед команд  | Чарльз Беннетт (GBR) Джон Риммер (GBR) Сідней Робінсон (GBR) Альфред Тайсоу (GBR) Стенлі Роулі (AUS) | 26 очок          | 1                |                             |            |
| стрибки у довжину         | Патрік Лехі                                                                                          |                  |                  | 6,95 м                      | 3          |
| Потрійний стрибок         | Патрік Лехі                                                                                          |                  |                  | невідомий                   | 4          |
| Стрибки у висоту          | Патрік Лехі                                                                                          |                  |                  | 1,78 м                      | 2          |
| Метання диска             | Ланчестон Елліот                                                                                     |                  |                  | 31,00 м                     | 11         |

### Вітрильний спорт
| Змагання       | Спортсмени                                                       | Яхта      | Результати | Результати | Результати | Результати | Місце |
| Змагання       | Спортсмени                                                       | Яхта      | 1 гонка    | 2 гонка    | 3 гонка    | Всього     | Місце |
| -------------- | ---------------------------------------------------------------- | --------- | ---------- | ---------- | ---------- | ---------- | ----- |
| 0,5-1 тонни    | Джон Греттон, Лорн Каррі, Лінтон Гоуп                            | Scotia    | 3:29:45    | 3:29:45    | 3:29:45    | 3:29:45    | 1     |
| 2-3 тонни (A)  | Вільям Іксшоу (GBR), Фредерік бланш (FRA), Жак ля Лявассье (FRA) | Ollé      | 2:17:30    | 2:17:30    | 2:17:30    | 2:17:30    | 1     |
| 2-3 тонни (B)  | Вільям Іксшоу (GBR), Фредерік бланш (FRA), Жак ля Лявассье (FRA) | Ollé      | 4:17:34    | 4:17:34    | 4:17:34    | 4:17:34    | 1     |
| 3-10 тонн      | Х. Джефферсон, Говард Тейлор, Едвард Гор                         | Bona Fide | 4:14:58    | 4:14:58    | 4:14:58    | 4:14:58    | 1     |
| 10-20 тонн     | Едвард Гор                                                       | Laurea    | 8          | 10         | 5          | 23         | 3     |
| 10-20 тонн     | С. Меллор                                                        | Nan       | 6          | 6          | 7          | 19         | 5     |
| Відкритий клас | Джон Греттон, Лорн Каррі, Лінтон Гоуп                            | Scotia    | 5:56:17    | 5:56:17    | 5:56:17    | 5:56:17    | 1     |
| Відкритий клас | Вільям Іксшоу (GBR), Фредерік бланш (FRA), Жак ля Лявассьє (FRA) | Ollé      | DNF        | DNF        | DNF        | DNF        | —     |

### Поло
| Змагання | Спортсмени                                                                                                 | Чвертьфінал             | Півфінал                        | Фінал                           |
| Змагання | Спортсмени                                                                                                 | Суперник Результат      | Суперник Результат              | Суперник Результат              |
| -------- | --- | ----------------------- | ------------------------------- | ------------------------------- |
| Чоловіки | Джон Бересфорд (GBR) Деніс Дейлі (GBR) Фоксхолл Кін (USA) Френк Мак-Кей (GBR) Альфред Роулінсон (GBR)      | Франція · виграли; 10-0 | Змішана команда 2 виграли; 6-4  | Змішана команда 3 виграли; 3-1  |
| Чоловіки | Волтер Бакместер (GBR) Хосе де Мадре (ESP) Волтер Мак-Крірі (USA) Фредерік Фрік (GBR)                      |                         | Мексика · виграли; 6-4          | Змішана команда 1 програли; 1-3 |
| Чоловіки | Фредерік Гілл (GBR) Моріс Рауль-Дюваль (FRA) Едуард Альфонс де Ротшильд (FRA) Робер Фурньє-Сарловезе (FRA) |                         | Змішана команда 1 програли; 4-6 | не пройшли                      |

### Регбі
Склад команди
- Ф. Бейліс
- Джон Бертлз
- Клемент Дейк
- Артур Дербі
- Джеймс Кентіон
- Герберт Ловетт
- М. Логан
- Герберт Ніколь
- В. Сміт
- М. Толбот
- Френсіс Вілсон
- Клод Віттіндейл
- Реймон Віттіндейл
- Джеймс Волліс
- Л. Гуд

Змагання
| Дата      | Переможець | Рахунок     | Переможений     |
| --------- | ---------- | ----------- | --------------- |
| 28 жовтня | Франція    | 27:8 (21:0) | Велика Британія |

Підсумкове місце — 2

### Спортивна гімнастика
| Змагання               | Спортсмени    | Фінал     | Фінал |
| Змагання               | Спортсмени    | Результат | Місце |
| ---------------------- | ------------- | --------- | ----- |
| Індивідуальна першість | Вільям Коннор | 250       | 31    |
| Індивідуальна першість | Пірс          | 238       | 54    |
| Індивідуальна першість | Філіпс        | 222       | 73    |
| Індивідуальна першість | Гаєтт         | 172       | 124   |

### Стрільба
Спортсменів — 1
| Змагання | Спортсмени    | Фінал     | Фінал |
| Змагання | Спортсмени    | Результат | Місце |
| -------- | ------------- | --------- | ----- |
| Трап     | Сідней Мерлін | 12        | 7     |

### Теніс
| Змагання                   | Спортсмени                                        | Перший раунд                        | Чвертьфінал                                                     | Півфінал                                                              | фінал                                                             |
| Змагання                   | Спортсмени                                        | Суперник Результат                  | Суперник Результат                                              | Суперник Результат                                                    | Суперник Результат                                                |
| -------------------------- | ------------------------------------------------- | ----------------------------------- | --------------------------------------------------------------- | --------------------------------------------------------------------- | ----------------------------------------------------------------- |
| чоловічий одиночний розряд | Лоуренс Дохерті                                   | П. Лебретон (FRA) виграв; 6-2, 6-3  | Безіл де Гармендіа (USA) виграв; 6-2, 8-6                       | Реджинальд Дохерті (GBR) виграв; за угодою                            | Гарольд Махоні (GBR) виграв; 6-4, 6-2, 6-3                        |
| чоловічий одиночний розряд | Гарольд Махоні                                    | Чарльз Сандс (USA) виграв; 6-2, 6-3 |                                                                 | Артур Норріс (GBR) виграв; 8-6, 6-1                                   | Лоуренс Дохерті (GBR) програв; 4-6, 2-6, 3-6                      |
| чоловічий одиночний розряд | Реджинальд Дохерті                                | Є. Дюран (FRA) виграв; 6-1, 6-3     | Поль Лекарон (FRA) виграв; 6-2, 6-1                             | Лоуренс Дохерті (GBR) програв; за угодою                              | не пройшов                                                        |
| чоловічий одиночний розряд | Артур Норріс                                      | Андре Прево (FRA) виграв; 6-4, 6-4  | Арчибальд Ворден (GBR) виграв; 6-4, 6-2                         | Гарольд Махоні (GBR) програв; 6-8, 6-1                                | не пройшов                                                        |
| чоловічий одиночний розряд | Арчибальд Ворден                                  |                                     | Артур Норріс (GBR) програв; 4-6, 2-6                            | не пройшов                                                            | не пройшов                                                        |
| жіночий одиночний розряд   | Шарлотта Купер                                    |                                     | Фур'є (FRA) виграла; 6-2, 6-0                                   | Маріон Джонс (USA) виграла; 6-2, 7-5                                  | Елен Прево (FRA) виграла; 6-1, 6-4                                |
| чоловічий парний розряд    | Лоуренс Дохерті Реджинальд Дохерті                |                                     | П. Лебретон (FRA) Поль Лекарон (FRA) виграли; 6-2, 6-3          | Гарольд Махоні (GBR) Артур Норріс (GBR) виграли; 6-1, 6-4, 6-1        | Безіл де Гармендіа (USA) Макс Декюжі (FRA) виграли; 6-1, 6-1, 6-0 |
| чоловічий парний розряд    | Гарольд Махоні Артур Норріс                       |                                     | Є. Дюран (FRA) А. Шосьє-Магнан (FRA) виграли; 8-6, 1-6, 6-3     | Лоренс Догерті (GBR) Реджинальд Дохерті (GBR) програли; 1-6, 4-6, 1-6 | не пройшли                                                        |
| чоловічий парний розряд    | Арчибальд Ворден (GBR) Чарльз Сандс (USA)         |                                     | Безіл де Гармендіа (USA) Макс Декюжі (FRA) програли; 3-6, 5-7   | не пройшли                                                            | не пройшли                                                        |
| Змішаний розряд            | Шарлотта Купер Реджинальд Дохерті                 |                                     |                                                                 | Маріон Джонс (USA) Лоуренс Дохерті (GBR) виграли; 6-2, 6-4            | Елен Прево (FRA) Гарольд Магоні (GBR) виграли; 6-2, 6-4           |
| Змішаний розряд            | Елен Прево (FRA) Гарольд Махоні (GBR)             |                                     |                                                                 | Гедвіга Розенбаумова (BOH) Арчибальд Ворден (GBR) виграли; 6-3, 6-0   | Шарлотта Купер (GBR) Реджинальд Догерті (GBR) програли; 2-6, 4-6  |
| Змішаний розряд            | Маріон Джонс (USA) Лоуренс Дохерті (GBR)          |                                     | Джорджина Джонс (USA) Чарльз Сандс (USA) виграли; 6-1, 7-5      | Шарлотта Купер (GBR) Реджинальд Догерті (GBR) програли; 2-6, 4-6      | не пройшли                                                        |
| Змішаний розряд            | Гедвіга Розенбаумова (BOH) Арчибальд Уорден (GBR) |                                     | Каті Гілліам (FRA) П. Верді-ДеЛісл (FRA) виграли; 6-3, 3-6, 6-2 | Елен Прево (FRA) Гарольд Магоні (GBR) програли; 3-6, 0-6              | не пройшли                                                        |

### Фехтування
| Змагання             | Спортсмени             | Перший раунд | Чвертьфінал | Додатковий раунд | Півфінал   | Півфінал   | Півфінал   | Фінал      | Фінал      | Фінал      | Втішний фінал |
| Змагання             | Спортсмени             | Місце        | Місце       | Місце            | Місце      | Перемог    | Поразок    | Місце      | Перемог    | поразок    | Місце         |
| -------------------- | ---------------------- | ------------ | ----------- | ---------------- | ---------- | ---------- | ---------- | ---------- | ---------- | ---------- | ------------- |
| Шпага                | Джозайя Боуден         | 2            | 4-6         |                  | не пройшов | не пройшов | не пройшов | не пройшов | не пройшов | не пройшов |               |
| Шпага                | Чарльз Ньютон Робінсон | 3-6          | не пройшов  |                  | не пройшов | не пройшов | не пройшов | не пройшов | не пройшов | не пройшов |               |
| Рапіра серед маестро | Пліссон                | вибув        | не пройшов  | не пройшов       | не пройшов | не пройшов | не пройшов | не пройшов | не пройшов | не пройшов | не пройшов    |

### Футбол

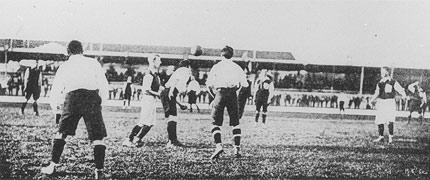
Франція проти Великої Британії

Склад команди
| Гравець        | Матчів | Голов |
| -------------- | ------ | ----- |
| Клод Бекенхем  | 1      | 0     |
| Т. Баррідж     | 1      | 0     |
| Вільям Гослінг | 1      | 0     |
| Джон Джонс     | 1      | 0     |
| Джеймс Зіллі   | 1      | 1     |
| Вільям Куош    | 1      | 0     |
| Дж. Ніколас    | 1      | 2     |
| Ф. Спекмен     | 1      | 0     |
| Артур Тернер   | 1      | 0     |
| А. Гесле (к)   | 1      | 1     |
| Альфред Чалк   | 1      | 0     |

Змагання
| Місце | Команда         | І | В | П | ГЗ | ДП |
| ----- | --------------- | - | - | - | -- | -- |
| 1     | Велика Британія | 1 | 1 | 0 | 4  | 0  |
| 2     | Франція         | 2 | 1 | 1 | 6  | 6  |
| 3     | Бельгія         | 1 | 0 | 1 | 2  | 6  |

| 20 вересня, 1900 |

| Франція | 0:4 (0:2) | Велика Британія                           |
| ------- | --------- | ----------------------------------------- |
|         |           | Дж. Ніколас (двічі) Джеймс Зіллі А. Гесле |

| стадіон:Велодром Вінсен Глядачів:500 Суддя: Моньяр |